# روزانا لیسیتسیان
روزانا پاولی لیسیتسیان (ارمنی: Ռուզաննա Պավելի Լիսիցյան؛  زادهٔ ۹ مهٔ ۱۹۴۵) خواننده اهل ارمنستان است. وی از سال میلادی تاکنون مشغول فعالیت بوده است.

## زندگی‌نامه
وی در ۹ مهٔ ۱۹۴۵ ‏در مسکو به دنیا آمد و از دانشکده دولتی موسیقی گنیسین فارغ‌التحصیل گشت. وی همچنین برنده جوایزی همچون هنرمند مردمی ارمنستان شوروی (۱۹۸۷) و هنرمند افتخاری فدراسیون روسیه شد.